# Marcelino (papa)
Marcelino (Roma, ¿?-26 de abril de 304) fue el 29.º papa de la Iglesia católica de 296 a 304. Hijo de Proyecto, fue elegido papa durante el gobierno del emperador Diocleciano. Durante el pontificado de Marcelino, Diocleciano fue persuadido por su césar Galerio para emitir un edicto contra la cristiandad por el que se expulsó a los cristianos del ejército, se confiscaron las propiedades de la Iglesia, se cerraron o destruyeron sus templos, y se profanaron y quemaron los libros y vasos sagrados. Finalmente, tras dos incendios en el palacio del emperador cuya autoría se atribuyó a los cristianos, se sentenció a muerte a los que no apostataran de su fe.
Durante esta persecución Marcelino fue acusado por los donatistas de haber ofrecido sacrificios e incienso a los dioses paganos y de haber entregado los libros sagrados a las autoridades romanas. Estas acusaciones fueron rebatidas posteriormente por Agustín de Hipona.

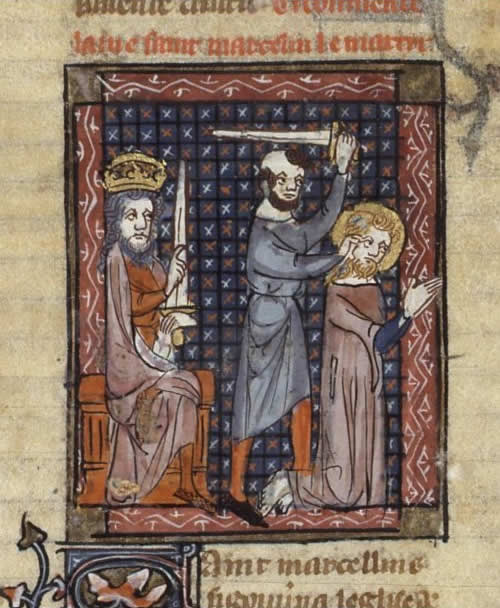
Martirio del papa Marcelino, representado en un manuscrito francés, contenido en la Leyenda áurea de Santiago de la Vorágine

La tradición cristiana lo considera mártir tras ordenar Diocleciano que fuera decapitado. Marcelino no figura como tal ni en el Martyrologium hieronymianum, ni en el Depositio episcoporum, ni en el Depositio martyrum. En cambio, el Liber Pontificalis hace referencia a su martirio en compañía de Claudio, Cirino y Antonino, datos que según Louis Duchesne proceden de una Passio compuesta al final del siglo V y hoy perdida.
Sus restos fueron enterrados en las Catacumbas de Priscila, en la Vía Salaria, cerca de la cripta del mártir Crescencio.